# Zedelgem
Zedelgem é um município localizado na Bélgica, província de Flandres Ocidental. A vila é constituída pelas vilas de Aartrijke, Loppem, Veldegem e Zedelgem propriamente dita. Em 1 de Janeiro de 2006, o município tinha 21.835 habitantes, uma superfície de 60,34 km² e uma densidade populacional de 362 habitantes por km².

## Divisão administrativas
O município encontra-se dividido em quatro unidades administrativas ou deelgemeenten.
| #     | Nome                                  | Superfície | População (01/01/2006) |
| ----- | ------------------------------------- | ---------- | ---------------------- |
| I (V) | Zedelgem - Zedegem -Zuidwege/De Leeuw | 15,34      | 7.354                  |
| II    | Aartrijke                             | 21,52      | 4.533                  |
| III   | Veldegem                              | 10,90      | 4.773                  |
| IV    | Loppem                                | 12,58      | 5.173                  |

Fonte: Gemeente Zedelgem

## Mapa

Deelgemeenten de Zedelgem e vilas vizinhas. As zonas amareladas são urbanas.